# Isabel de Sá
Pour les articles homonymes, voir Sá.
Isabel de Sá, née le 8 septembre 1951 à Esmoriz, est une peintre et une autrice portugaise.

## Biographie
Isabel de Sá est née en 1951 à Esmoriz. Elle est licenciée en arts plastiques de la faculté des beaux-arts de l'université de Porto (pt). D'abord peintre, activité qui lui vaut le prix Nadir Afonso en 1983, elle est également poète à partir de 1979. Elle a publié une quinzaine de titres, réunis en 2005 dans une anthologie intitulée Repetir o poema. « La présence de la mort est un thème obsessionnel, lié à l'émergence de l'érotisme et aux réminiscences de l'enfance » écrit l'essayiste Maria Graciete Besse. « Sans beauté on ne supporte pas d'être en vie » affirme également Isabel de Sá.

## Œuvres écrites
- 1979 - Esquizo Frenia (dessins et couverture de Graça Martins (pt))
- 1980 - 5 Folhetos Poéticos (dessins de Graça Martins)
- 1982 - O Festim das Serpentes Novas (dessins Graça Martins, préfáce Maria Isabel Barreno)
- 1983 - Bonecas Trapos Suspensos
- 1983 - Desejo ou Asa Leve (dessins de Graça Martins)
- 1984 - Autismo (couverture de Isabel de Sá, dessins de Graça Martins)
- 1984 - Restos de Infantas (dessins et couverture de Graça Martins), préface de Eduarda Chiote)
- 1984 - Nervura (dessins et couverture de Graça Martins)
- 1986 - Em Nome do Corpo (dessins et couverture de Graça Martins)
- 1988 - Escrevo Para Desistir
- 1991 - O Avesso do Rosto
- 1993 - O Duplo Dividido seguido de Palavras Amantes e Os Poetas Suicidas
- 1997 - Erosão de Sentimentos
- 1999 - O Brilho da Lama
- 2005 - Repetir o Poema